# Ujak Vanja
Ujak Vanja (ruski: Дядя Ваня) je tragikomedija koju je napisao ruski pisac Anton Čehov. Prvi put je objavljena 1899., a prvo prikazivanje bilo je 1900. godine pod rukovodstvom Konstantina Stanislavskog.
U listopadu 1889. Čehov završava dramu Šumski goblin,  predstava igra u prosincu, no dobiva jako loše kritike,  te ga početkom nove godine Čehov pretvara u dramu Ujak Vanja, koja će biti objavljena tek 1897. Ujak Vanja događa se na ruskome selu, gdje se na ladanju nalaze četiri lika bez ikakvog smisla u životu, i bez nade u promjenu. Osnovni odnos je ljubavni četverokut. Jelena Andrejevna, mlada je i zgodna žena starog profesora Serebrjakova, koji je prije bio oženjen Vanjinom sestrom, iz toga prošlog braka Serebrjakov ima kćerku Sonju. Sonjin ujak Vanja, kao i seoski liječnik i osobenjak Astrov zaljubljeni su u Jelenu Andrejevnu dok se Sonji sviđa Astrov. Na kraju niti jedna veza ne bude ostvarena, a Serebrjakovi odlaze. Sve ostaje kako je i bilo bez ikakve nade da će biti bolje.
Različita kazališta u Kijevu, Krakovu i Nižem Novgorodu izvode Ujaka Vanju 1899., a Čehov razmišlja da dramu pretvori u kratki roman, no ipak to ne čini. Iste godine, s obzirom na to da Čehov zbog bolesti nije mogao doći u Moskvu na predstave Moskovskog hudožestvenog teatra, kazalište je s cijelom trupom, kostimima, scenografijom i rekvizitom krenulo na dugi put prema Krimskom poluotoku i Jalti. Tamo su hudožestvenici za A. P. Čehova i Maksima Gorkog izveli Galeba, Ujaka Vanju, Usamljene od Hauptmanna i Heddu Gabler Ibsena.

## Likovi
- Serebrjakov, Aleksandar Vladimirovič - sveučilišni profesor u mirovini
- Jelena Andrejevna - njegova žena; 27 godina
- Sofija Aleksandrovna (Sonja) - njegova kći iz prvoga braka
- Vojnicka, Marija Vasiljevna - udovica tajnoga savjetnika, majka profesorove prve žene
- Vojnicki, Ivan Petrovič (ujka Vanja) - njen sin
- Astrov, Mihailo Ljvovič - liječnik
- Telegin, Ilja Iljič - propali spahija
- Marina - stara dadilja
- Jedan radnik

## Radnja

### Prvi čin
Radnja počinje pred kućom, za stolom u ljetnjikovcu. Vrijeme događanja radnje je oko tri sata popodne. Upoznajemo se s obiteljskom atmosferom u kući ujka Vanje kao i s likovima. O Astrovu saznajemo da je u taj kraj došao kao liječnik prije deset godina. Nezadovoljan je životom, život ga je porazio: ništa ne želi, ništa mu ne treba i nikoga ne voli. Jedino voli prirodu, šume i kritički gleda na ruskoga čovjeka i njegovu zaostalost. Ujak Vanja nekada je učio i radio, sada samo spava i jede, sav je potonuo u nerad i tugu, iako ima samo 47 godina.
O Serebrjakovu saznajemo da je bio profesor umjetnosti, iako je ne poznaje najbolje. Sada je umirovljenik, škrtac i pun zavisti. Oženio se mladom i lijepom Jelenom koja tone pored njega, utrnulih osjetila i uspavanih želja. Svima njima život se pokazuje kao „dosadan, glup i prljav“. Odnose u kući karakteriziraju: mržnja, ljubomora, zavist i međusobna netrpeljivost koja stalno varira — javlja se slabijim i jačim intenzitetom. Suštinu tih odnosa najbolje će izraziti Jelena u jednoj rečenici, obraćajući se ujaku Vanji: „Nesreća je u ovoj kući. Vaša mati ne voli nikoga osim svojih brošura i profesora; profesor je nervozan, meni ne vjeruje, vas se boji; Sonja se srdi na oca, srdi se na mene i ne govori sa mnom, evo, već dva tjedna; vi ne trpite moga muža i otvoreno prezirete svoju majku; ja nervozna, i danas sam dvadeset puta zaplakala... Nesreća je u ovoj kući“.

### Drugi čin
Radnja se sada vezuje za unutrašnji prostor kuće Serebrjakova, a vrijeme događanja je pola jedan poslije ponoći. Razgovaraju Jelena i Serebrjakov, a on se otkriva kao sujetan čovjek koji voli uspjeh i slavu: „Cijeloga života raditi za znanost, naviknuti se na svoj kabinet, na slušaonicu, na uvažene prijatelje - i odjednom, neočekivano, obresti se u ovoj kosturnici, viđati svaki dan glupe ljude, slušati beznačajne razgovore... Ja hoću živjeti, ja volim uspijeh, volim slavu, huk, a ovdje - kao na robiji“. On je obuzet samo svojom osobnošću, pa je svuda ističe i traži od drugih da ga dvore i u svemu se saživljavaju s njim. Jelena mu ugađa i sudjeluje u njegovim staračkim patnjama i bolovima. Sonja ne voli oca, Serebrjakova, i to postaje očigledno. Ujak Vanja nezadovoljan je sobom i svojim životom, ispovijeda i sebe i svoj odnos prema Serebrjakovu, ali i svoju zaljubljenost u Jelenu. Astrov postaje dominantan lik u drami. Ovdje se upoznajemo s njegovim pogledom na život, seljake, inteligenciju, vlastiti život i ljepotu: „Ostario sam, naradio se, iskvario, sjećanja mi otupjela, i čini mi se da se više ne bih mogao priljubiti uz čovjeka. Ja nikoga ne volim i... neću voljeti. Ono što me još zagrijava je ljepota. Prema ljepoti nisam ravnodušan“. Razgovor između Sonje i Jelene o Astrovu nagoviještava da je Sonja zaljubljena u njega, ali da taj isti Astrov nju ne primjećuje. Njegova pažnja se usmjerava prema Jeleni, kao što je i ujak Vanja okrenut njenoj ljepoti. Međutim ni jednog trenutka ne razvija se zaplet nagoviještene ljubavi Vanja — Jelena ili Sonja — Astrov, niti pak dolazi do dublje veze između Astrova i Jelene, iako se ona zanima za njega i u njemu vidi rijetkoga čovjeka, dostojnoga ljubavi.

### Treći čin
Soba i kućna atmosfera. Vrijeme događanja radnje je jedan sat poslije podne, ali je dosta vremena prošlo, jer Jelena Andrejevna, u uvodnom razgovoru sa Sonjom kaže: „Već je rujan...". U tom istom razgovoru s Jelenom neskriveno iskazuje ljubav prema Astrovu. Astrov i Jelena razgovaraju o seljacima, o uništavanju prirode i perspektivi trajanja, ali i o ljubavi Sonje prema Astrovu. Ne krijući, Astrov govori o svojoj ravnodušnosti prema Sonji, uz napomenu da je poštuje. Naravno, on je zainteresiran za Jeleninu ljepotu, ali ne s nekim posebnim poštovanjem, jer ta ljepota nije kompleksna, nema onu unutrašnju punoću, nego je u izvjesnom smislu i banalizirana: „Lijepa, maljava kunice... Vama su potrebne žrtve! Evo, ja već mjesec dana ništa ne radim, napustio sam sve, žudno tražim vas — i vama se to strašno sviđa, strašno“... U završnom dijelu dolazi do dijaloga i sukoba između Serebrjakova i ujaka Vanje. Serebrjakov, egoističan i gramziv, želi prodati i razgraditi posjed ujaka Vanje, na što ujak Vanja reagira nervozno, bučno i agresivno: puca iz pištolja na njega, ali se sve dobro završava. Treći čin djeluje kao opći brodolom: Serebrjakov nije uspio prodati imanje i domoći se novca; ujak Vanja puca u njega, ali ga ne ubija; Sonja gubi nadu da će se udati za Astrova, a zbližavanje između Astrova i Jelene prestaje onoga trenutka kada je i započelo.

### Četvrti čin
Radnja ovoga čina događa se uvečer, u isti dan kad i radnja prethodnoga čina. U sobi ujaka Vanje on se ispovijeda: „Sramota me... Kako da proživim te godine? Što da radim, čime da ih ispunim?.. Reci mi kako da počnem, od čega da počnem?“... Astrov iznosi svoje mišljenje: „Taj život je svojim trulim isparenjem otrovao našu krv i mi smo postali onako gadni kao i svi“. Opraštajući se od Jelene, kaže joj: „Zarazili ste nas svojim besposličarenjem... Kada biste ostali, zgarište bi bilo ogromno“. Jelena i Serebrjakov odlaze. Odlazi i Astrov, a ujak Vanja i Sonja ostaju sami, sa zaključkom samih aktera da će se vratiti prvobitnom životu i odmoriti od svega.
Posljednja scena zapravo prikazuje stanje u kući prije dolaska Serebrjakova i Jelene Andrejevne: ukućani rade, svatko svoj posao. Ipak, dolazak i odlazak gostiju poremetili su njihovu motivaciju: drama se završava uvođenjem kršćanskog motiva trpljenja, zbog radosti u vječnom životu. Prije spuštanja zavjese, Sonja (između ostalog) kaže Vojnickom: „Jadni, jadni ujak Vanja, ti plačeš (Kroz suze). Ti u svom životu nisi znao za radosti, ali strpi se, ujače Vanja, strpi se... Odmorit ćemo se..."

## Vanjske poveznice
- Pun tekst Ujaka Vanje na ruskom
- Ujak Vanja